# R.E.X. Records
REX Records, також відомий як REX Music, колишній незалежний звукозаписний лейбл, заснованим Дугом Манном і Гевіном Моркелем, який діяв з 1987 року до фінансових труднощів у 1995 році. Операції базувалися в Чикаго до 1990 року, коли компанія переїхала в Нашвілл. Лейбл був мистецьким за своєю природою, і хоча вони були особливо активними в жанрі християнського металу, деякі виконавці (такі як Circle of Dust) також продавалися серед масової аудиторії. Сублейбли включали Storyville Records і Street Level Records, засновані Ренді Стоунхілом.